# Lieutenant-gouverneur du Wisconsin
| Parti        | Lt.-gouverneurs |
| ------------ | --------------- |
| Républicain  | 29              |
| Démocrate    | 16              |
| Progressiste | 2               |

Le lieutenant-gouverneur de l'État américain du Wisconsin est la première personne dans l'ordre du succession de la branche exécutive du Wisconsin après le gouverneur ; aussi devient-il gouverneur si le gouverneur du Wisconsin décède, démissionne, est renvoyé ou empêché, s'absente de l'État, ou bien ne peut assurer ses fonctions à cause d'une maladie.
Jusqu'en 1979, la Constitution du Wisconsin indiquait seulement que, dans les cas cités, « les pouvoirs et devoirs du poste [de gouverneur du Wisconsin] sont attribués au lieutenant-gouverneur »,. Les lieutenants-gouverneurs qui occupèrent la fonction de gouverneur pendant cette période sont appelés acting governors, En 1979, la constitution fut amendée pour donner plus de précisions sur ce point : si le gouverneur décède, démissionne, ou est renvoyé, le lieutenant-gouverneur devient gouverneur ; si le gouverneur est empêché, absent, ou dans l'incapacité d'assurer ses fonctions, le lieutenant-gouverneur devient acting governor (gouverneur par intérim) jusqu'à ce que le gouverneur soit de nouveau capable d'assurer ses fonctions.
À l'origine, le lieutenant-gouverneur était élu pour un mandat de deux ans présenté sur un ticket séparé de celui du gouverneur ; c'est pour cette raison que les gouverneurs et les lieutenants-gouverneurs du Wisconsin n'ont pas toujours été membres des mêmes partis politiques. Un amendement changea cela en 1967 : depuis, les deux postes sont élus sur le même ticket. Un autre amendement, cette même année, augmenta la durée des mandats du gouverneur et du lieutenant-gouverneur, qui passa à quatre ans. Il n'y a pas de limite de mandats pour le poste de lieutenant-gouverneur.
Au départ la constitution ne prévoyait pas ce qui devait se produire en cas de vacance du poste de lieutenant-gouverneur ; en cas de décès ou de démission du lieutenant-gouverneur, son poste restait habituellement vacant jusqu'à la fin du mandat. En 1938, à la suite de la démission d'Henry Gunderson, le gouverneur Philip La Follette nomma Herman Ekern lieutenant-gouverneur à sa place, ce qui causa une action en justice, State ex rel. Martin v. Ekern qui valida ce choix. Il fut inscrit légalement en 1979 par un nouvel amendement à la constitution : dans le cas d'une vacance du poste de lieutenant-gouverneur, le gouverneur nomme un candidat qui devient lieutenant-gouverneur pour le reste du mandat initial, s'il est accepté par l'Assemblée du Wisconsin et le Sénat du Wisconsin.
Quarante-trois personnes ont été lieutenant-gouverneurs depuis l'entrée du Wisconsin dans l'Union en 1848. Le premier à occuper le poste fut John Holmes, à partir du 7 juin 1848. Le lieutenant-gouverneur actuel est Sara Rodriguez, depuis le 3 janvier 2023 ; son mandat s'achevant en 2027.

## Liste des lieutenants-gouverneurs du Wisconsin
De 1836 à 1848, le Wisconsin actuel faisait partie du Territoire du Wisconsin. Il n'y avait pas de poste de Lieutenant-gouverneur territorial ; cependant, le territoire disposait d'un Secrétaire dont l'une des fonctions était d'assurer les fonctions de gouverneur territorial si le gouverneur était impossible de les occuper.
Le Wisconsin est entré dans l'Union le 29 mai 1848 ; depuis, il y a eu 44 lieutenants-gouverneurs, dont deux ont servi des termes non consécutifs.

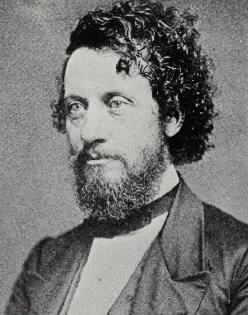
Arthur MacArthur, Sr., 5e lieutenant-gouverneur du Wisconsin

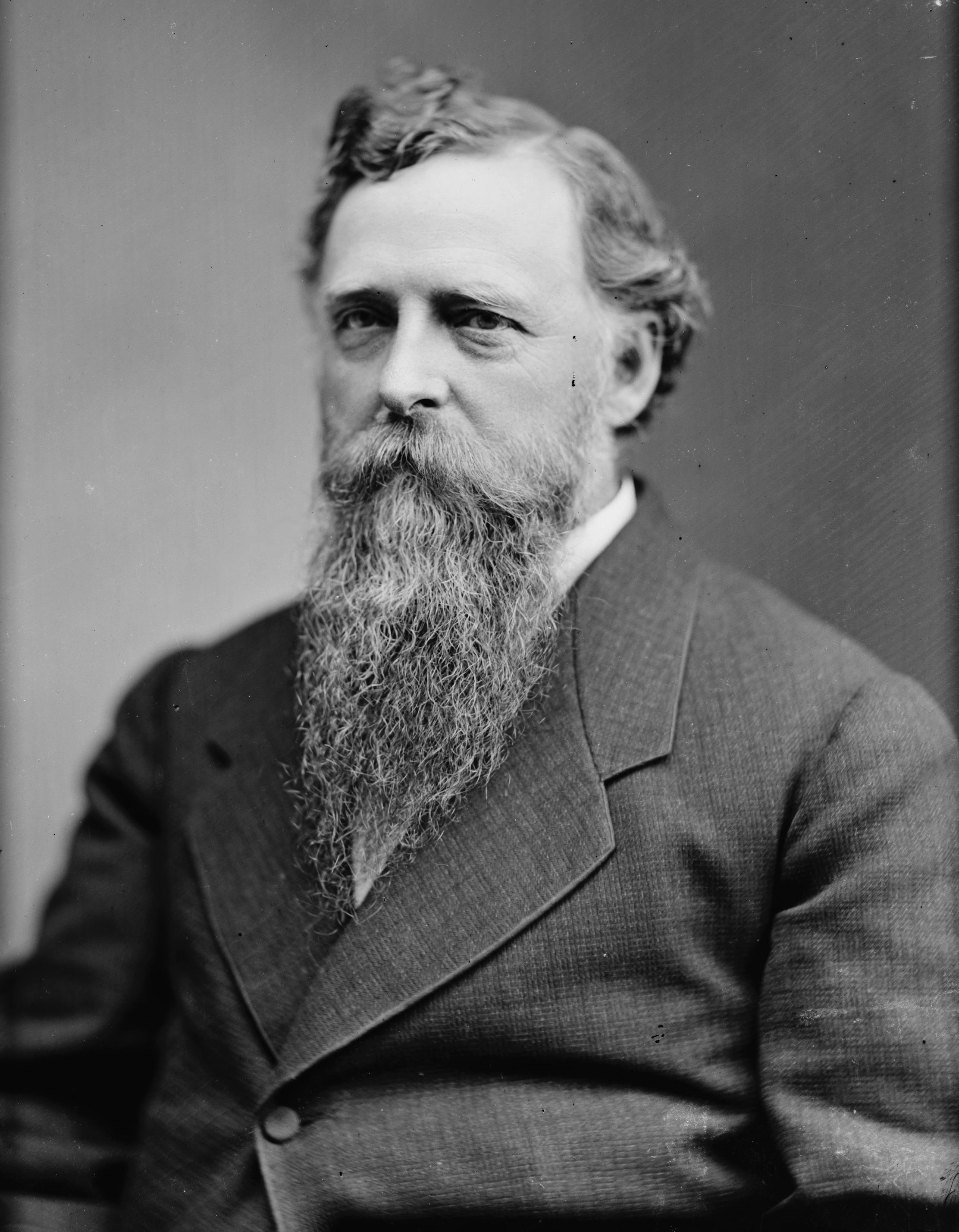
Thaddeus Pound, 10e lieutenant-gouverneur du Wisconsin

- Démocrate
- Whig
- Républicain
- Parti progressiste (1924)

| #      | Nom                                                           | Parti                                                         | Début du mandat   | Fin du mandat     | Gouverneur              | Mandats |
| ------ | ------------------------------------------------------------- | ------------------------------------------------------------- | ----------------- | ----------------- | ----------------------- | ------- |
| 1      | John E. Holmes                                                | Démocrate                                                     | 7 juin 1848       | 7 janvier 1850    | Nelson Dewey            | 1       |
| 2      | Samuel W. Beall                                               | Démocrate                                                     | 7 janvier 1850    | 5 janvier 1852    | Nelson Dewey            | 1       |
| 3      | Timothy Burns                                                 | Démocrate                                                     | 5 janvier 1852    | 21 septembre 1853 | Leonard Farwell         | 1⁄2     |
| vacant | vacant                                                        | vacant                                                        | 21 septembre 1853 | 2 janvier 1854    | Leonard Farwell         | 1⁄2     |
| 4      | James T. Lewis                                                | Républicain                                                   | 2 janvier 1854    | 7 janvier 7 1856  | William Barstow         | 1       |
| 5      | Arthur MacArthur, Sr.                                         | Démocrate                                                     | 7 janvier 1856    | 21 mars 1856      | William Barstow         | 1⁄3     |
| 5      | MacArthur acting as governor                                  | MacArthur acting as governor                                  | 21 mars 1856      | 25 mars 1856      | Arthur MacArthur, Sr.   | 1⁄3     |
| 5      | Arthur MacArthur, Sr.                                         | Démocrate                                                     | 25 mars 1856      | 4 janvier 1858    | Coles Bashford          | 1⁄3     |
| 6      | Erasmus D. Campbell                                           | Démocrate                                                     | 4 janvier 1858    | 2 janvier 1860    | Alexander Randall       | 1       |
| 7      | Butler G. Noble                                               | Républicain                                                   | 2 janvier 1860    | 6 janvier 1862    | Alexander Randall       | 1       |
| 8      | Edward Salomon                                                | Républicain                                                   | 6 janvier 1862    | 19 avril 1862     | Louis Harvey            | 1⁄2     |
| 8      | Salomon en tant qu'acting governor (gouverneur par intérim)   | Salomon en tant qu'acting governor (gouverneur par intérim)   | 19 avril 1862     | 4 janvier 1864    | Edward Salomon          | 1⁄2     |
| vacant | vacant                                                        | vacant                                                        | 4 janvier 1864    | 13 janvier 1864   | James Lewis             | 1⁄2     |
| 9      | Wyman Spooner                                                 | Républicain                                                   | 13 janvier 1864   | 3 janvier 1870    | James Lewis             | 21⁄2    |
| 9      | Wyman Spooner                                                 | Républicain                                                   | 13 janvier 1864   | 3 janvier 1870    | Lucius Fairchild        | 21⁄2    |
| 10     | Thaddeus C. Pound                                             | Républicain                                                   | 3 janvier 1870    | 1er janvier 1872  | Lucius Fairchild        | 1       |
| 11     | Milton H. Pettit                                              | Républicain                                                   | 1er janvier 1872  | 23 mars 1873      | Cadwallader Washburn    | 1⁄2     |
| vacant | vacant                                                        | vacant                                                        | 23 mars 1873      | 5 janvier 1874    | Cadwallader Washburn    | 1⁄2     |
| 12     | Charles D. Parker                                             | Démocrate                                                     | 5 janvier 1874    | 7 janvier 1878    | William Taylor          | 2       |
| 12     | Charles D. Parker                                             | Démocrate                                                     | 5 janvier 1874    | 7 janvier 1878    | Harrison Ludington      | 2       |
| 13     | James M. Bingham                                              | Républicain                                                   | 7 janvier 1878    | 2 janvier 1882    | William Smith           | 2       |
| 14     | Sam S. Fifield                                                | Républicain                                                   | 2 janvier 1882    | 3 janvier 1887    | Jeremiah Rusk           | 2       |
| 15     | George W. Ryland                                              | Républicain                                                   | 3 janvier 1887    | 5 janvier 1891    | Jeremiah Rusk           | 2       |
| 15     | George W. Ryland                                              | Républicain                                                   | 3 janvier 1887    | 5 janvier 1891    | William Hoard           | 2       |
| 16     | Charles Jonas                                                 | Démocrate                                                     | 5 janvier 1891    | 4 avril 1894      | George Peck             | 1⁄2     |
| vacant | vacant                                                        | vacant                                                        | 4 avril 1894      | 7 janvier 1895    | George Peck             | 1⁄2     |
| 17     | Emil Baensch                                                  | Républicain                                                   | 7 janvier 1895    | 2 janvier 1899    | William Upham           | 2       |
| 17     | Emil Baensch                                                  | Républicain                                                   | 7 janvier 1895    | 2 janvier 1899    | Edward Scofield         | 2       |
| 18     | Jesse Stone                                                   | Républicain                                                   | 2 janvier 1899    | 11 mai 1902       | Edward Scofield         | 1⁄2     |
| 18     | Jesse Stone                                                   | Républicain                                                   | 2 janvier 1899    | 11 mai 1902       | Robert La Follette, Sr. | 1⁄2     |
| vacant | vacant                                                        | vacant                                                        | May 11, 1902      | 5 janvier 1903    | Robert La Follette, Sr. | 1⁄2     |
| 19     | James O. Davidson                                             | Républicain                                                   | 5 janvier 1903    | 1er janvier 1906  | Robert La Follette, Sr. | 1⁄2     |
| 19     | Davidson en tant qu'acting governor (gouverneur par intérim)  | Davidson en tant qu'acting governor (gouverneur par intérim)  | 1er janvier 1906  | 7 janvier 1907    | James Davidson          | 1⁄2     |
| 20     | William D. Connor                                             | Républicain                                                   | 7 janvier 1907    | 4 janvier 1909    | James Davidson          | 1       |
| 21     | John Strange                                                  | Républicain                                                   | 4 janvier 1909    | 2 janvier 1911    | James Davidson          | 1       |
| 22     | Thomas Morris                                                 | Républicain                                                   | 2 janvier 1911    | 4 janvier 1915    | Francis McGovern        | 2       |
| 23     | Edward F. Dithmar                                             | Républicain                                                   | 4 janvier 1915    | 3 janvier 1921    | Emanuel Philipp         | 3       |
| 24     | George F. Comings                                             | Républicain                                                   | 3 janvier 1921    | 5 janvier 1925    | John Blaine             | 2       |
| 25     | Henry A. Huber                                                | Républicain                                                   | 5 janvier 1925    | 2 janvier 1933    | John Blaine             | 4       |
| 25     | Henry A. Huber                                                | Républicain                                                   | 5 janvier 1925    | 2 janvier 1933    | Fred Zimmerman          | 4       |
| 25     | Henry A. Huber                                                | Républicain                                                   | 5 janvier 1925    | 2 janvier 1933    | Walter Kohler, Sr.      | 4       |
| 25     | Henry A. Huber                                                | Républicain                                                   | 5 janvier 1925    | 2 janvier 1933    | Philip La Follette      | 4       |
| 26     | Thomas J. O'Malley                                            | Démocrate                                                     | 2 janvier 1933    | 27 mai 1936       | Albert Schmedeman       | 1⁄2     |
| 26     | Thomas J. O'Malley                                            | Démocrate                                                     | 2 janvier 1933    | 27 mai 1936       | Philip La Follette      | 1⁄2     |
| vacant | vacant                                                        | vacant                                                        | 27 mai 1936       | 4 janvier 1937    | Philip La Follette      | 1⁄2     |
| 27     | Henry A. Gunderson                                            | Progressive                                                   | 4 janvier 1937    | October 16, 1937  | Philip La Follette      | 1⁄3     |
| vacant | vacant                                                        | vacant                                                        | 16 octobre 1937   | 16 mai 1938       | Philip La Follette      | 1⁄3     |
| 28     | Herman L. Ekern                                               | Progressive                                                   | 16 mai 1938       | 2 janvier 1939    | Philip La Follette      | 1⁄3     |
| 29     | Walter S. Goodland                                            | Républicain                                                   | 2 janvier 1939    | 4 janvier 1943    | Julius Heil             | 2       |
| 29     | Goodland en tant qu'acting governor (gouverneur par intérim)  | Goodland en tant qu'acting governor (gouverneur par intérim)  | 4 janvier 1943    | 1er janvier 1945  | Walter Goodland         | 1       |
| 30     | Oscar Rennebohm                                               | Républicain                                                   | 1er janvier 1945  | 12 mars 1947      | Walter Goodland         | 1⁄2     |
| 30     | Rennebohm en tant qu'acting governor (gouverneur par intérim) | Rennebohm en tant qu'acting governor (gouverneur par intérim) | 12 mars 1947      | 3 janvier 1949    | Oscar Rennebohm         | 1⁄2     |
| 31     | George M. Smith                                               | Républicain                                                   | 3 janvier 1949    | 3 janvier 1955    | Oscar Rennebohm         | 3       |
| 31     | George M. Smith                                               | Républicain                                                   | 3 janvier 1949    | 3 janvier 1955    | Walter Kohler, Jr.      | 3       |
| 32     | Warren P. Knowles                                             | Républicain                                                   | 3 janvier 1955    | 5 janvier 1959    | Walter Kohler, Jr.      | 2       |
| 32     | Warren P. Knowles                                             | Républicain                                                   | 3 janvier 1955    | 5 janvier 1959    | Vernon Thomson          | 2       |
| 33     | Philleo Nash                                                  | Démocrate                                                     | 5 janvier 1959    | 2 janvier 1961    | Gaylord Nelson          | 1       |
| 34     | Warren P. Knowles                                             | Républicain                                                   | 2 janvier 1961    | 7 janvier 1963    | Gaylord Nelson          | 1       |
| 35     | Jack B. Olson                                                 | Républicain                                                   | 7 janvier 1963    | 4 janvier 1965    | John Reynolds           | 1       |
| 36     | Patrick J. Lucey                                              | Démocrate                                                     | 4 janvier 1965    | 2 janvier 1967    | Warren Knowles          | 1       |
| 37     | Jack B. Olson                                                 | Républicain                                                   | 2 janvier 1967    | 4 janvier 1971    | Warren Knowles          | 2       |
| 38     | Martin J. Schreiber                                           | Démocrate                                                     | 4 janvier 1971    | 6 juillet 1977    | Patrick Lucey           | 1⁄2     |
| 38     | Schreiber en tant qu'acting governor (gouverneur par intérim) | Schreiber en tant qu'acting governor (gouverneur par intérim) | 6 juillet 1977    | 3 janvier 1979    | Martin Schreiber        | 1⁄2     |
| 39     | Russell A. Olson                                              | Républicain                                                   | 3 janvier 1979    | 3 janvier 1983    | Lee Dreyfus             | 1       |
| 40     | James T. Flynn                                                | Démocrate                                                     | 3 janvier 1983    | 5 janvier 1987    | Anthony Earl            | 1       |
| 41     | Scott McCallum                                                | Républicain                                                   | 5 janvier 1987    | 1er février 2001  | Tommy Thompson          | 31⁄3    |
| vacant | vacant                                                        | vacant                                                        | February 1, 2001  | 9 mai 2001        | Scott McCallum          | 1⁄3     |
| 42     | Margaret Farrow                                               | Républicain                                                   | 9 mai 2001        | janvier 6, 2003   | Scott McCallum          | 1⁄3     |
| 43     | Barbara Lawton                                                | Démocrate                                                     | 6 janvier 2003    | 3 janvier 2011    | Jim Doyle               | 2       |
| 44     | Rebecca Kleefisch                                             | Républicain                                                   | 3 janvier 2011    | 7 janvier 2019    | Scott Walker            | 2       |
| 45     | Mandela Barnes                                                | Démocrate                                                     | 7 janvier 2019    | 3 janvier 2023    | Tony Evers              | 1       |
| 46     | Sara Rodriguez                                                | Démocrate                                                     | 3 janvier 2023    | En cours          | Tony Evers              | 1       |